# Faro de Cabo St George
El Faro de Cabo St George (en inglés: Cape St George Lighthouse) era un faro que estaba cerca de la localidad de Jervis Bay Village, en el territorio de la Bahía de Jervis, Australia. Se encuentra a unos 3 kilómetros (1,9 millas) al sur de la entrada sur de la bahía de Jervis. Construido en 1860 estuvo activo hasta 1889. La torre fue destruida entre 1917-1922 para evitar confusiones durante el día. Las ruinas permanecen y se encuentran en la Lista del Patrimonio Nacional.
El sitio es administrado por la comunidad aborigen de Wreck Bay y por el Departamento de Medio Ambiente, Agua, patrimonio y las artes como parte del parque nacional Booderee.